# Senär

Zwei Würfel können zur senären Codierung dienen

Als senär (lateinisch senarius, „je sechs enthaltend“) bezeichnet man Objekte oder Strukturen, die aus sechs Teilen bestehen und aus diesen Elementen zusammengesetzt oder in sie zerlegt werden können. Sprachlich verwandt sind Unär (1), Binär (2), Ternär (3), Quaternär (4), Quinär (5), Senär (6) und Denär (10).

## Senäres Zahlensystem
Als Senärsystem bezeichnet man ein Zahlensystem, das auf der Basis 6 fußt (siehe auch Stellenwertsystem). Als Name synonym gebräuchlich ist auch der Begriff Hexalsystem (von altgriechisch ἕξ hex „sechs“; auch Sechsersystem). Hierbei muss jedoch auf die Verwechslungsgefahr mit dem sehr gebräuchlichen und für die Informatik fundamental wichtigen Hexadezimalsystem geachtet werden, das die Basis 16 benutzt. Damit dargestellte Zahlen werden häufig kurz als Hex-Zahlen bezeichnet (siehe auch: Hex-Editor). Im Gegensatz zum wichtigen Hexadezimalsystem und zum gewohnten Dezimalsystem, das die Basis 10 benutzt und geschichtlich von den zehn Fingern des Menschen herrührt, wird hingegen im Senärsystem als Basis die Zahl 6 verwendet.
Auch das senäre Zahlensystem kann auf den Gebrauch der menschlichen Hand zurückgeführt werden. Mit einer Hand können, beginnend mit der Ziffer Null, entsprechend der Anzahl der ausgestreckten Finger, einfach und eindeutig die Ziffern Eins, Zwei und so weiter bis zur Fünf dargestellt werden. Nimmt man die zweite Hand hinzu, um auf analoge Weise die Anzahl der „halben Dutzend“ zu repräsentieren, so lassen sich in senärer Darstellung alle Zahlen zwischen „00“6 und „55“6 (der Index 6 weist auf die senäre Schreibweise hin) mit den beiden Händen anzeigen. Dies entspricht in dezimaler Darstellung den Zahlen von 0 bis 35, da 5·6 + 5 = 35 ist.
Im Gegensatz zur üblichen Zählweise mit den zehn Fingern der beiden Hände, die nur die Zahlen von Null bis Zehn repräsentieren kann, erreicht man so einen deutlich größeren Zahlenvorrat. Wenn beispielsweise drei Finger der einen Hand ausgestreckt sind und vier der anderen, dann kann dies in senärer Darstellung die Zahl „34“6 darstellen. Dies entspricht 3·6 + 4 = 22 in dezimaler Darstellung.
Um Verwechslungen in der Reihenfolge der Senärziffern vorzubeugen, muss natürlich klar sein, welche Hand die Einer-Stelle und welche die Sechser-Stelle bedeutet. Üblicherweise verwendet man die aus Sicht des Gegenübers linke Hand, also die eigene rechte Hand, um die Sechser-Stelle zu repräsentieren. Dies ist aus Sicht des Ablesenden dann analog zur geschriebenen Darstellung, bei der die höherwertige Stelle auch stets links steht.
Das Senärsystem weist ferner eine interessante Eigenschaft in Zusammenhang mit der Zahlentheorie auf. Stellt man nämlich die Primzahlen senär dar, so weisen alle Primzahlen (mit Ausnahme der 2 und der 3) die Ziffer „1“6 oder „5“6 als Endziffer auf.
Die ersten Primzahlen in senärer Darstellung lauten wie folgt (der Index 6 weist wieder auf die senäre Schreibweise hin):
{\displaystyle 2_{6},3_{6},5_{6},11_{6},15_{6},21_{6},25_{6},31_{6},35_{6},45_{6},51_{6},101_{6},105_{6},111_{6},115_{6},125_{6},\ldots }
Sophie-Germain-Primzahlen größer als 3 können nur mit „5“6 enden, weil {\displaystyle 2(6n+1)+1} immer durch 3 teilbar ist.
Dies liegt daran, dass von den möglichen Ziffern nur 1 und 5 teilerfremd zur Basis 6 sind (in jedem Zahlensystem sind genau die zur Basis teilerfremden Ziffern die Endziffern von Primzahlen, mit Ausnahme der Teiler der Basis selbst).
Die allgemeinen Regeln zur Feststellung von Teilbarkeit in Stellenwertsystemen äußern sich hier so: Eine Teilbarkeit durch 2, 3 und 6 kann an der Endziffer erkannt werden. Eine Teilbarkeit durch 4 (sowie 9, 12, 18, 36) ist gegeben, wenn die letzten beiden Ziffern zusammen durch 4 (9, 12, 18, 36) teilbar sind. Durch 5 ist die Zahl teilbar, wenn die Quersumme durch 5 teilbar ist. Eine Teilbarkeit durch 7 ist mit der alternierenden Quersumme feststellbar.

## Senärsystem in Sprachen
Mündliche Zahlwortsysteme mit der Basiszahl 6 sind äußerst selten. Bekannt sind die westatlantische Sprache Balanta und die Papuasprache Ndom.
Reste eines solchen Systems sind beispielsweise Bretonisch (18 = triouec'h, etwa „3 6er“)
In weiteren Sprachen lässt sich erkennen, dass Zahlwörter – zumindest teilweise – nach dem Hexalsystem gebildet wurden, was den Schluss nahelegt, dass in den entsprechenden Kulturen möglicherweise ursprünglich (auch) mit der oben beschriebenen Methode gezählt wurde. Erwähnenswert ist hier der zentralamerikanische Stamm der Miskito, deren Zahlwörter wie folgt lauten und neben den „üblichen“ Basen 5 und 10 auf einem System beruhen, das auf der mehrfachen Verwendung der Basis 6 fußt:
| 1  | kumi                  |                           |
| 2  | wal                   |                           |
| 3  | niupa                 |                           |
| 4  | wal-wal               | = 2 + 2                   |
| 5  | mata-sip              | = Finger einer Hand       |
| 6  | matlalkabe.           |                           |
| 7  | matlalkabe pura kumi  | = 6 + 1.                  |
| 8  | matlalkabe pura wal   | = 6 + 2.                  |
| 9  | matlalkabe pura niupa | = 6 + 3.                  |
| 10 | mata-wal-sip          | = Finger der zweiten Hand |

## Senäre Verpackungen

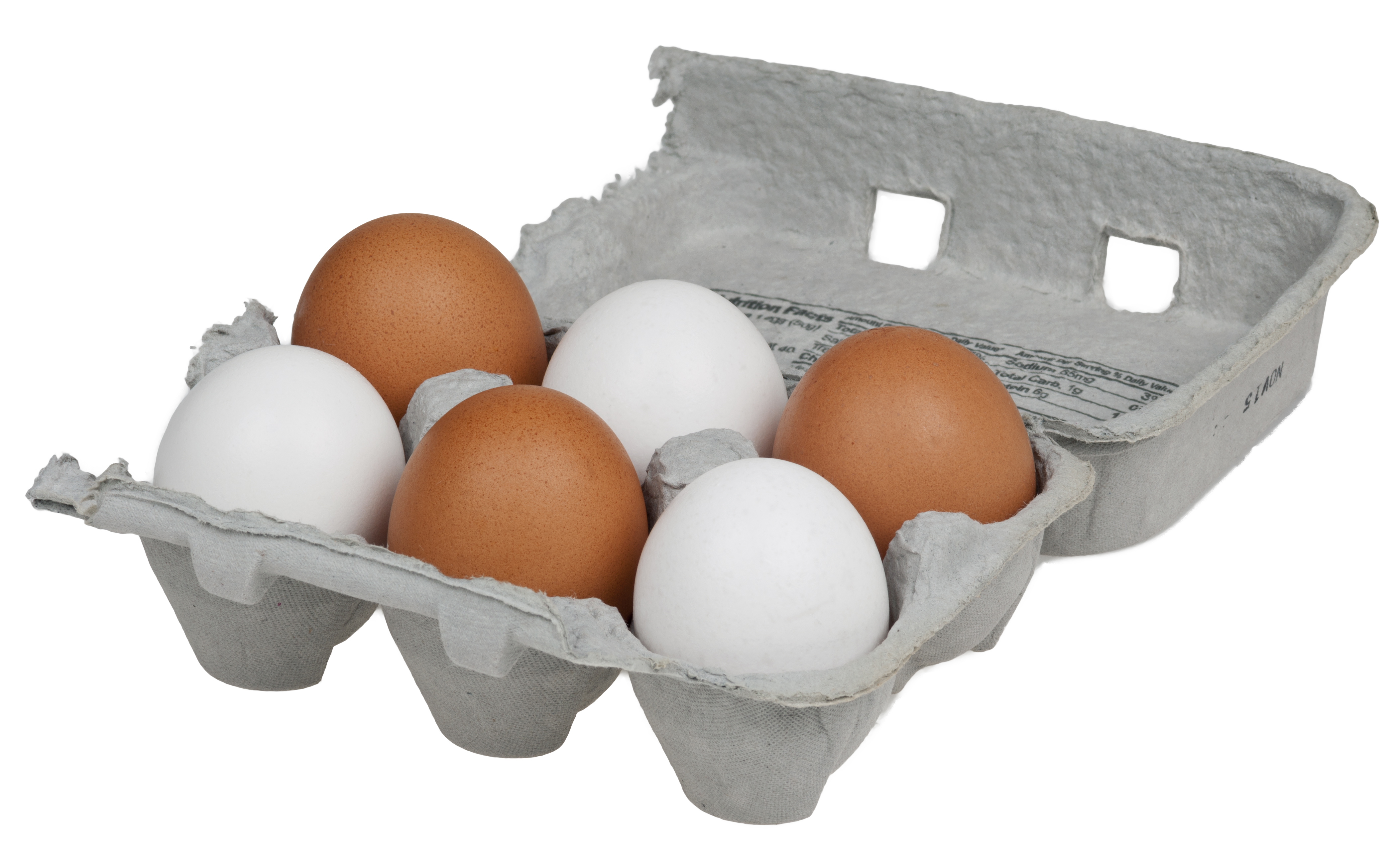
Eierkarton mit sechs Eiern

Im Alltag sind diverse Verpackungen für sechs Objekte gebräuchlich, beispielsweise als Eierkarton für sechs „Einheiten“ (Bild) oder für Süßigkeiten wie Schwedenbomben. Bekannt ist auch der Sechserträger (englisch sixpack) für Erfrischungsgetränke in Getränkedosen oder für Bierflaschen.

## Passworterzeugung mit Senärzahlen
Mithilfe von (sechsseitigen) Spielwürfeln und einer speziellen Wortliste können durch eine als Diceware bezeichnete Methode Passwörter erzeugt werden, die im Vergleich zu den üblichen selbst kreierten (wie beispielsweise „EVA11“) ein deutlich höheres Maß an Sicherheit gegenüber unbefugtem Erraten bieten. Zur Generierung der Passwörter werden bei der Diceware-Methode senäre Zufallszahlen verwendet.

## Senäre Chiffrierung
In der Kryptographie wird eine Verschlüsselung, die auf einem Alphabet von genau sechs Zeichen basiert, als senäre Chiffrierung bezeichnet. Ein berühmtes Beispiel ist das von den deutschen Militärs im Ersten Weltkrieg an der Westfront eingesetzte ADFGVX-Verfahren, das ein Alphabet nur aus den sechs Buchstaben „A“, „D“, „F“, „G“, „V“ und „X“ verwendete.